# Korneliwka
Korneliwka (ukrainisch Корнелівка; russisch Корнелевка Kornelowka, polnisch Kornelówka) ist ein Dorf in der westukrainischen Oblast Lwiw mit etwa 70 Einwohnern.
Es ist ein Teil der Siedlungsgemeinde Hnisdytschiw im Rajon Stryj, bis 2020 war es mit sechs anderen Dörfern ein Teil der Landratsgemeinde Oblasnyzja (Облазниця) im ehemaligen Rajon Schydatschiw.

## Geschichte
Der Ort wurde im Jahre 1820 von deutschen Siedlern aus Böhmen gegründet. Andere deutsch-böhmische Kolonien in der Umgebung waren: Machlynez (die größte, der Sitz der Pfarrei), Nowe Selo (Neudorf), Wolja-Oblasnyzka (Drösseldorf), Kontrowers, Ljubscha und Sydoriwka.
Im Jahre 1900 hatte der Ortsteil Kornelówka der Gemeinde Nowe Sioło 30 Häuser mit 228 Einwohnern, davon 188 deutschsprachige, 36 polnischsprachige, 4 ruthenischsprachige, 210 römisch-katholische, 4 griechisch-katholische, 14 Juden.
Nach dem Ende des Polnisch-Ukrainischen Kriegs 1919 kam Kornelówka zu Polen. Im Jahre 1921 hatte der Weiler Kornelówka der Gemeinde Nowe Sioło 31 Häuser mit 234 Einwohnern, davon 191 Deutschen, 20 Polen, 8 Ruthenen, 15 Juden (Nationalität), 211 römisch-katholische, 8 griechisch-katholische, 15 Juden (Religion).
Im Zweiten Weltkrieg gehörte der Ort zuerst zur Sowjetunion und ab 1941 zum Generalgouvernement, ab 1945 wieder zur Sowjetunion, heute zur Ukraine. Die dann noch ansässigen Deutschen wurden 1940 infolge des Deutsch-Sowjetischen Grenz- und Freundschaftsvertrages umgesiedelt.